# ジーザス・ムーブメント
ジーザス・ムーブメント（イエス運動、イエス革命とも、英語:Jesus movement）とは、反体制的なヒッピーの中に現れたキリスト教の主要要素、あるいは、キリスト教会の中におけるヒッピー的な要素である。参加者はジーザス・ピープル、ジーザス・フリークと呼ばれた。
1960年代後半から、1970年代前半にアメリカ合衆国の西海岸で起こり、北アメリカとヨーロッパに拡大した。
1980年代には活動が無くなっていったが、ジーザス・ムーブメントが与えた影響は、現在も教会、教派に残っている。この運動は特にコンテンポラリー・クリスチャン・ミュージックに影響を与えた。
ジーザス・ムーブメントのワーシップ礼拝は、ワーシップ・ミュージックの発展に寄与したのである。